# Jacksonville (Carolina del Nord)
Jacksonville, Nord Carolina è una città nella contea di Onslow. Nel 2009 aveva 80 542 abitanti.
È la città con l'età degli abitanti più bassa degli USA: l'età media è di 22,8 anni. Ciò può essere dovuto alla grande presenza di militari.
Jacksonville è il capoluogo della contea di Onslow, e la sede della base Camp Lejeune e della base aerea New River dei Marines.